# 朱致格
遼莊王朱致格（1493年—1537年），明朝第七代遼王，恭王朱寵涭的嫡第二子。嘉靖三年（1524年）襲封遼王。他在位十三年。嘉靖十六年（1537年）朱致格去世，三年後其子朱憲㸅就嗣位。王妃毛氏。
| 前任者： 父恭王朱寵涭 | 明遼國國王 1524年－1537年 | 繼任： 子愍王朱憲㸅 |